# Anni 1170 a.C.
Gli anni 1170 a.C. sono il decennio che comprende gli anni dal 1179 a.C. al 1170 a.C. inclusi.

## Eventi e tendenze
- 1180-1178 a.C. - Crollo dell'Impero Ittita. La loro capitale, Ḫattuša, cadde attorno all'anno 1180 a.C.
- 1178 a.C., 16 aprile — Si verifica un'eclissi solare, Vedi 1. Questo fatto astronomico può avere contrassegnato il ritorno di Ulisse, leggendario monarca di Itaca, al suo regno dopo la guerra di Troia. Al suo rientro in incognito scopre un buon numero di aspiranti, i proci, ansiosi di impalmare la sua sposa Penelope, che allora si pensava fosse rimasta vedova, e così succedergli sul trono. Allora Ulisse organizza il massacro dei proci e si ristabilisce sul trono. Questa data viene dedotta da un brano nell'Odissea di Omero, dove si legge, "Il Sole è stato obliterato dal cielo, ed una sfortunata oscurità invade il mondo." Questo tipo di eventi astronomici si verifica nel contesto di una luna nuova a mezzodì, entrambe condizioni necessarie perché si abbia una eclisse solare completa.[1]
- 1175 a.C. - I filistei, noti anche come popoli del mare, che si ritiene fossero greci originari del mar Egeo, altamente civilizzati e dinamici, invadono e si stabiliscono sulla zona costiera di Gaza, dando il nome di Palestina a tutta la zona.
- 1180 a.C. - Diomede fonda la colonia greca di Kanusion, l'attuale Canosa di Puglia, che in quel epoca possiede due Porti, uno sull'Ofanto e uno sulle rive dell'Adriatico.

## Ricerche archeo-astronomiche del 2008
Nel 2008, per approfondire l'indagine sull'eclissi che coinciderebbe col massacro perpetrato da Ulisse, Marcelo O. Magnasco, un astronomo dell'Università Rockefeller, e Constantino Baikouzis, dell'Observatorio Astrónomico di La Plata in Argentina, cercarono ulteriori indizi all'interno del testo, ed allora interpretarono tre brani come riferiti a tre eventi astronomici ben definiti: secondo la narrazione, si verifica una luna nuova il giorno del massacro (come richiesto per ogni eclissi solare); il pianeta Venere era visibile e ben alto nei cieli sei giorni prima; e le costellazioni delle Pleiadi e di Boote erano ben visibili al tramonto 29 giorni prima. Dal momento che questi eventi avvengono ad intervalli di tempo diversi, questa sequenza particolare dovrebbe essere unica: i ricercatori trovarono che questa sequenza di eventi astronomici si verificava soltanto tra il 1250 a.C. e il 1115 a.C., in un arco di tempo di circa 135 anni, attorno alla data presumibile per la caduta di Troia. Questo lasso di tempo coincide con l'eclissi del 16 aprile del 1178 a.C.

## Personaggi

### Morti
- Proci, secondo un calcolo astronomico, massacrati da Ulisse nel 1178 a.C.

## Innovazioni, scoperte, opere
- Seguendo il racconto dell'Odissea, in questo decennio sarebbe stato inventato il Cavallo di Troia, che probabilmente più che lo stratagemma, secondo Pausania[2] si trattava di una specie di torre o scalinata mobile coperta, utilizzabile per l'assedio alle mura cittadine, precursore del dispositivo militare greco chiamato elepoli. Presumibilmente, questa ed altre invenzioni, precipitano la fine di Troia e del vicino Impero degli Ittiti.